# Pittsburg, Texas
Pittsburg là một thành phố thuộc quận Camp, tiểu bang Texas, Hoa Kỳ. Năm 2010, dân số của xã này là 4497 người.

## Dân số
- Dân số năm 2000: 4347 người.
- Dân số năm 2010: 4497 người.